# Luty 2013

## 3 lutego
- Baltimore Ravens pokonali San Francisco 49ers 34:31 w 47. Super Bowl, finale ligi futbolu amerykańskiego NFL. (nfl.com, Polska Times, Archive.is)

## 4 lutego
- Badania szczątków ludzkich odnalezionych pod parkingiem w Leicester potwierdziły, że należały one do króla Ryszarda III. (BBC News)

## 6 lutego
- 13 osób zginęło w trzęsieniu ziemi, które nawiedziło Wyspy Salomona. (Earthquake-report)

## 7 lutego
- 51 osób zginęło, a 28 zostało rannych w katastrofie autobusu w zambijskim mieście Chibombo. (Lusaka Times)

## 11 lutego
- Benedykt XVI podjął decyzję o rezygnacji z urzędu (Radio Vaticana)

## 15 lutego
- W wyniku eksplozji meteoroidu nad Uralem rannych zostało co najmniej kilkaset osób. Meteoroid miał około 20 m średnicy i jego eksplozja wyzwoliła energię równoważną 600 tysiącom ton trotylu, a na ziemię spadło 4-6 ton meteorytów. (Wyborcza.pl, Archive.is, Interia.pl)

## 17 lutego
- W wyborach prezydenckich w Ekwadorze Rafael Correa został wybrany na następną kadencję. (The New York Times)
- Zakończyły się, rozgrywane w austriackim Schladming, mistrzostwa świata w narciarstwie alpejskim. (SportoweFakty.pl)
- Zakończyły się mistrzostwa świata w biathlonie, których gospodarzem było Nové Město na Moravě. (SportoweFakty.pl)

## 18 lutego
- W wyborach prezydenckich w Armenii Serż Sarkisjan został wybrany na drugą kadencję. (Radio Free Europe)

## 19 lutego
- Premier Tunezji Hammadi al-Dżibali podał się do dymisji. (aljazeera.com)

## 20 lutego
- NASA ogłosiła odkrycie Kepler-37b – najmniejszej znanej planety pozasłonecznej. (NASA)

## 21 lutego
- Premier Bułgarii Bojko Borisow podał się do dymisji. (tvn24)

## 24 lutego
- We Włoszech odbyły się wybory parlamentarne. (interno.gov.it)
- W Hollywood odbyła się 85. ceremonia wręczenia Oscarów. Nagrodę dla najlepszego filmu otrzymali twórcy Operacji Argo. (oscars.org)
- Metropolita ruseński Neofit został nowym zwierzchnikiem Bułgarskiego Kościoła Prawosławnego – patriarchą Bułgarii. (dveri.bg)

## 28 lutego
- O godzinie 20 Benedykt XVI skończył swoją papieską posługę.(tvs.pl)